# Баратрія
Баратрія (англ. Barratry) — це юридичний термін, який у загальному праві описує кримінальне правопорушення, вчинене людьми, які надто службово підбурюють або заохочують до судового переслідування безпідставного судового розгляду або які порушують неодноразові чи постійні судові дії з метою отримання прибутку чи переслідування.
Хоча це залишається злочином у деяких юрисдикціях, барратство часто скасовується як анахронічний і застарілий.
Якщо розглядається судовий процес з метою заспокоїти критиків, він відомий як стратегічний позов проти участі громадськості (SLAPP). Юрисдикції, які в іншому випадку не мають законів про заборону, можуть мати закони SLAPP.

## Баратрія за країнами

### Австралія
В Австралії термін Баратрія переважно використовується в першому значенні для легковажного або докучливого учасника судового процесу. Концепція вийшла з ужитку в Австралії.

#### Новий Південний Уельс
У Новому Південному Уельсі злочин був скасований Розділом 4A Закону про утримання, господарську власність та скасування барратрії 1993 року.

#### Вікторія
Злочин, пов'язаний із звичайним баратором, був скасований у штаті Вікторія розділом 2 Закону про скасування застарілих правопорушень 1969 року.

### Канада
У Канаді барратство, поряд з усіма правопорушеннями загального права, крім неповаги до суду, було скасовано закріпленням у 1953 році Кримінального кодексу .

### Велика Британія

#### Англія та Уельс
В Англії та Уельсі правопорушення загального права, пов'язане з звичайним баратором , було скасовано розділом 13(1)(a) Закону про кримінальне право 1967 року .

##### Історія
Бути звичайним баратором було злочином за загальним правом Англії. Це було кваліфіковано як проступок . Воно полягало в тому, що «наполегливо розпалювали чвари в судах чи поза ними». Невідомо, чи звичайним чином особи, обвинувачені у вчиненні правопорушення, були обвинувачені.

#### Шотландія
У шотландському законодавстві під баратрією розуміли злочин, скоєний суддею, який шляхом хабара спонукав винести вирок.

### США
Декілька юрисдикцій у Сполучених Штатах оголосили баратрію (у значенні легковажного або докучливого учасника судового процесу) злочином у рамках своїх зусиль щодо реформування деліктів. Наприклад, у американських штатах Каліфорнія, Оклахома, Пенсільванія, Вірджинія та Вашингтон, баратрійство є проступком.  У Техасі баратрійство є проступком за першим засудженням, але тяжким злочином при наступних засудженнях.
- Розділ 158 Кримінального кодексу Каліфорнії: «Звичайна баратрія — це практика захоплюючого безпідставного судового розгляду, яка карається ув'язненням у в'язниці округу не більше шести місяців і штрафом до однієї тисячі доларів (1000 доларів США)».
- Розділ 159 Кримінального кодексу Каліфорнії: «Жодна особа не може бути засуджена за звичайне правопорушення, якщо не буде доведено, що вона порушувала судові процеси або судові процеси принаймні в трьох випадках, а також з корумпованим або злим наміром дратувати й дратувати».
- Переглянутий кодекс Вашингтона 9.12.010: «Кожна особа, яка подає від свого власного імені, підбурює чи заохочує іншого пред'явити будь-який неправдивий позов до суду чи справедливості в будь-якому суді цього штату з наміром таким чином турбує або турбує відповідача у судовому процесі, або той, хто вручає чи надсилає будь-який папір або документ, що нібито є або нагадує судовий процес, який насправді не є судовим процесом, є винним у проступку; і якщо особа, яка правопорушила, є адвоката, він або вона можуть, крім цього, бути позбавлені права займатися адвокатською діяльністю в цьому штаті».[7]
  - Закони Вірджинії про баратрію, господарські права та утримання були скасовані Верховним судом Сполучених Штатів у справі NAACP проти Button 371 US 415 (1963).
  - Статут штату Вермонт, розділ 13, § 701: «Особа, яка є звичайним баратором, має бути оштрафована не більше ніж на 50,00 доларів США та зобов'язана мати достатні гарантії за свою хорошу поведінку протягом не менше одного року».

## Інше
У своєму " Інферно ", Canto XXI, Данте ставить бараторів у Восьме коло, п'яту болгію пекла.